# Копце (Люблінське воєводство)
Копце (пол. Kopce) — село в Польщі, у гміні Янів-Любельський Янівського повіту Люблінського воєводства.
У 1975-1998 роках село належало до Тарнобжезького воєводства.